# Dorothy Frooks
Dorothy Frooks   (Saugerties, 12 de febrer de 1896 - Nova York, 13 d'abril de 1997) fou una escriptora, sufragista i advocada estatunidenca.
Fou columnista del diari Nova York Evening World i va publicar en el Murray Hill News el 1952. També publicà Labor Courts Outlaw Strikes, un pamflet que reivindicava l'establiment d'un tribunal laboral.
Advocada a Peekskill (Nova York), va escriure moltes obres de ficció i no-ficció, entre aquestes La torxa olímpica, El cor americà i una autobiografia, Lady Lawyer. Dorothy Frooks va morir el 1997, quan tenia cent un anys.